# Episodi di Velvet (prima stagione)
La prima stagione della serie televisiva spagnola Velvet, composta da 16 episodi da 75 minuti ciascuna, è stata trasmessa in prima visione assoluta su Antena 3 dal 17 febbraio al 26 maggio 2014.
In Italia la stagione è andata in onda su Rai 1 dal 27 agosto al 10 dicembre 2014.
In Spagna, e solo in questo paese, gli episodi sono 15, in quanto i primi quattro sono stati rimontati in tre puntate (le prime due da 100 minuti, la terza da 80 minuti).
| nº | Titolo originale         | Prima TV Spagna  | Titolo italiano          | Prima TV Italia   |
| -- | ------------------------ | ---------------- | ------------------------ | ----------------- |
| 1  | Alas de mariposa         | 17 febbraio 2014 | Ali di farfalla          | 27 agosto 2014    |
| 2  | Y llegó ella             | 24 febbraio 2014 | Il sacrificio            | 3 settembre 2014  |
| 3  | Y llegó ella             | 24 febbraio 2014 | Lontano da te            | 10 settembre 2014 |
| 3  | Nada es tan sencillo     | 3 marzo 2014     | Lontano da te            | 10 settembre 2014 |
| 4  | Nada es tan sencillo     | 3 marzo 2014     | Niente è come sembra     | 17 settembre 2014 |
| 5  | El diseñador             | 10 marzo 2014    | Lo stilista              | 24 settembre 2014 |
| 6  | Entre dos mujeres        | 17 marzo 2014    | Tra due donne            | 1º ottobre 2014   |
| 7  | París                    | 24 marzo 2014    | Parigi                   | 8 ottobre 2014    |
| 8  | El día después           | 31 marzo 2014    | Il giorno dopo           | 15 ottobre 2014   |
| 9  | La decisión de Alberto   | 7 aprile 2014    | La decisione             | 22 ottobre 2014   |
| 10 | El gran día              | 14 aprile 2014   | La sfilata               | 29 ottobre 2014   |
| 11 | Los restos del naufragio | 21 aprile 2014   | La resa dei conti        | 5 novembre 2014   |
| 12 | La visita                | 28 aprile 2014   | La principessa di Monaco | 12 novembre 2014  |
| 13 | Terciopelo azul          | 5 maggio 2014    | Blue Velvet              | 19 novembre 2014  |
| 14 | Mentiras piadosas        | 12 maggio 2014   | Una bugia tira l'altra   | 26 novembre 2014  |
| 15 | La noche de la reina     | 19 maggio 2014   | La notte più lunga       | 3 dicembre 2014   |
| 16 | Cuenta atrás             | 26 maggio 2014   | Il matrimonio            | 10 dicembre 2014  |

## Ali di farfalla
- Titolo originale: Alas de mariposa (prima parte)
- Diretto da: Carlo Sedes
- Scritto da: Ramón Campos con Gema R. Neira, Ángela Armero, Jaime Vaca, Daniel Martín, Teresa Fernández Valdés

### Trama
Anna è solo una bambina quando raggiunge a Madrid lo zio Emilio che, dopo la morte della madre, rimane per lei l'unico parente. Nella galleria di moda Velvet, dove è costretta a vivere con lo zio capo del personale, conosce Alberto, il figlio del proprietario Don Rafael Márquez, e inizia con lui una tenera relazione clandestina, ostacolata dalle famiglie. Infatti, ancora quindicenne, Alberto viene mandato dal padre e dalla matrigna Gloria a studiare a Londra con la speranza che, con la lontananza, il suo rapporto con Anna si interrompa. Tuttavia, al suo ritorno nulla è cambiato e, spinto dalla passione, Alberto propone ad Anna di fuggire insieme subito dopo la sfilata della nuova collezione della galleria Velvet. Durante il viaggio in macchina, però, vengono raggiunti da una terribile notizia, la morte improvvisa di Don Rafael. Alberto, sconvolto, perde il controllo della vettura, che si schianta contro un masso.
- Altri interpreti: Cristina Plazas (Donna Pilar), Juan Ribó (Don Francisco), Tito Valverde (Don Rafael).
- Ascolti Spagna: telespettatori 4.853.000 – share 24,60% (del primo episodio intero di 97 minuti).
- Ascolti Italia: telespettatori 2.820.000 – share 13,46%.[2]

## Il sacrificio
- Titolo originale: Alas de mariposa (finale) / Y llegó ella (prima parte)
- Diretto da: Carlo Sedes
- Scritto da: Ramón Campos con Gema R. Neira, Ángela Armero, Jaime Vaca, Daniel Martín, Teresa Fernández Valdés

### Trama
Anna lascia l'ospedale nel quale è stata ricoverata, anche se i medici non sono d'accordo, per partecipare al funerale di Don Rafael, ma sviene al cimitero. Anna viene quindi portata a casa di Alberto per essere visitata da un medico. Proprio a casa dei Marques, Alberto chiede ad Anna di sposarlo.  Mentre Gloria e sua figlia Patricia tentano di prendere il controllo della Velvet, trapela la notizia della crisi economica della Galleria. Alberto cerca di ottenere un prestito, ma tutte le banche glielo rifiutano e l'uomo si rivolge controvoglia a Gerardo, un amico di famiglia. Gerardo accetta di concedergli il prestito a patto che convoli a nozze con sua figlia Cristina, da sempre innamorata di lui.
- Altri interpreti: Cristina Plazas (Donna Pilar), Pep Munné (Gerardo).
- Ascolti Italia: telespettatori 3.064.000 – share 12,80%.[3]

## Lontano da te
- Titolo originale: Y llegó ella (finale) / Nada es tan sencillo (prima parte)
- Diretto da: David Pinillos
- Scritto da: Ramón Campos con Gema R. Neira, Ángela Armero, Jaime Vaca, Daniel Martín, Teresa Fernández Valdés

### Trama
Anna spinge Alberto ad accettare di sposare Cristina per salvare la Galleria. Anna, però, si accorge presto di non sopportare la presenza di Cristina a fianco al suo uomo, per questo decide di allontanarsi per un periodo ed accettare un'offerta di lavoro in un atelier di Barcellona. Al momento della partenza, Anna capisce di non poter lasciare Alberto e la galleria e torna da lui. I due si ritrovano soli in ufficio e si confessano di non poter stare lontani, passando la loro prima notte insieme. Clara, pur essendo fidanzata con Pedro, del quale sua sorella Rita è innamorata, riesce a farsi assumere come segretaria da Mateo Ruiz Lagasca, il nuovo vice-direttore e migliore amico di Alberto. Grazie all'intervento di Don Francisco, Luisa viene assunta nuovamente come sarta alla Velvet. 
- Altri interpreti: Pep Munné (Gerardo), Juan Ribó (Don Francisco).
- Ascolti Spagna: telespettatori 4.378.000 – share 22,80% (del secondo episodio intero di 97 minuti).
- Ascolti Italia: telespettatori 3.149.000 – share 12,91%.[4]

## Niente è come sembra
- Titolo originale: Nada es tan sencillo (finale)
- Diretto da: David Pinillos
- Scritto da: Ramón Campos con Gema R. Neira, Ángela Armero, Jaime Vaca, Daniel Martín, Teresa Fernández Valdés

### Trama
Alberto contatta lo stilista Raúl de la Riva per chiedergli di disegnare la nuova collezione della Velvet, puntando, però, a una clientela più giovane e proponendo modelli più moderni e sbarazzini. Nonostante la data del matrimonio di Alberto e Cristina venga fissata a poche settimane, Anna continua a vedere Alberto di nascosto, mentre Cristina la sceglie per confezionare il suo abito da sposa. Durante la notte, un ladro ruba gli stipendi dei dipendenti dall'ufficio di Alberto.
- Altri interpreti: Asier Etxeandía (Raúl de la Riva), Cristina Plazas (Donna Pilar), Pep Munné (Don Gerardo), Juan Ribó (Don Francisco), Pedro Miguel Martínez (Fernando).
- Ascolti Spagna: telespettatori 4.429.000 – share 22,70% (del terzo episodio intero di 87 minuti).
- Ascolti Italia: telespettatori 3.288.000 – share 12,86%.[5]

## Lo stilista
- Titolo originale: El diseñador
- Diretto da: Carlo Sedes
- Scritto da: Ramón Campos con Gema R. Neira, Ángela Armero, Jaime Vaca, Daniel Martín, Teresa Fernández Valdés

### Trama
Gloria informa Gerardo del furto degli stipendi, ma Alberto crede che sia stata Cristina e litiga con lei. Anna, però, lo spinge a chiederle scusa data l'ingerenza sempre maggiore di Gerardo nella gestione della Velvet e la profonda amicizia tra Cristina e Raúl de la Riva, il cui arrivo è atteso da tutti con impazienza. Mentre Max inganna Blanca per ottenere i suoi risparmi, Don Francisco intima a Luisa di passare la notte con lui in un albergo.
- Altri interpreti: Asier Etxeandía (Raúl de la Riva), Pep Munné (Don Gerardo), Juan Ribó (Don Francisco), Pedro Miguel Martínez (Fernando).
- Ascolti Spagna: telespettatori 4.111.000 – share 21,10%.
- Ascolti Italia: telespettatori 3.568.000 – share 13,87%.[6]

## Tra due donne
- Titolo originale: Entre dos mujeres
- Diretto da: Carlo Sedes
- Scritto da: Ramón Campos con Teresa Fernández Valdés, Gema R. Neira, Ángela Armero, Jaime Vaca, Daniel Martín

### Trama
Dopo aver esaminato i tessuti a disposizione della Velvet, Raúl de la Riva informa Alberto della necessità di cercarne di migliori a Parigi. Lo stilista e Alberto, insieme a Rita, nominata assistente di Raúl, e Anna decidono quindi di partire per la Francia. Intanto, sia Cristina, sia Anna cercano un regalo per il compleanno di Alberto, mentre Pedro confessa a Rita di voler chiedere la mano di Clara, gettandola nello sconforto.
- Altri interpreti: Asier Etxeandía (Raúl de la Riva), Juan Ribó (Don Francisco), Tito Valverde (Don Rafael).
- Ascolti Spagna: telespettatori 4.224.000 – share 21,50%.
- Ascolti Italia: telespettatori 3.414.000 – share 12,39%.[7]

## Parigi
- Titolo originale: París
- Diretto da: David Pinillos
- Scritto da: Ramón Campos con Teresa Fernández Valdés, Gema R. Neira, Ángela Armero, Jaime Vaca, Daniel Martín

### Trama
Approfittando del viaggio di lavoro a Parigi, Anna e Alberto passano la notte insieme in albergo, ma la mattina dopo arriva Cristina e solo grazie a Rita, Anna riesce a non farsi trovare nella camera dell'uomo. Alberto, però, si vede costretto a passare il resto del tempo con Cristina, causando un equivoco che fa credere ad Anna che la coppia abbia dormito insieme.
- Altri interpreti: Asier Etxeandía (Raúl de la Riva), Juan Ribó (Don Francisco), Pedro Miguel Martínez (Fernando), Cristina Plazas (Donna Pilar).
- Ascolti Spagna: telespettatori 4.021.000 – share 20,10%.
- Ascolti Italia: telespettatori 3.355.000 – share 12,66%.[8]

## Il giorno dopo
- Titolo originale: El día después
- Diretto da: David Pinillos
- Scritto da: Ramón Campos con Teresa Fernández Valdés, Gema R. Neira, Ángela Armero, Jaime Vaca, Daniel Martín

### Trama
Anna decide di lasciare Alberto, mentre alla Galleria arriva una lettera anonima accompagnata da alcune foto svelano la relazione di Alberto con Anna. Per pagare il ricatto, Alberto decide di usare gli stipendi dei dipendenti, causando malumore. Mentre Don Francisco informa Luisa che suo marito ha deciso di lasciare la clinica in cui era ricoverato, Pedro scopre di avere avuto un figlio, Manolito, da Rosa María, una ragazza del suo stesso paese, che gli affida il piccolo. Scoperto del bambino e che Pedro lo nasconde nella sua stanza, Clara, innamoratasi nel frattempo di Mateo, ne approfitta per lasciarlo. Anna viene corteggiata da Antonio, un ragazzo conosciuto in un bar.
- Altri interpreti: Juan Ribó (Don Francisco).
- Ascolti Spagna: telespettatori 4.181.000 – share 20,80%.
- Ascolti Italia: telespettatori 3.403.000 – share 12,88%.[9]

## La decisione
- Titolo originale: La decisión de Alberto
- Diretto da: Carlo Sedes
- Scritto da: Ramón Campos con Teresa Fernández Valdés, Gema R. Neira, Ángela Armero, Jaime Vaca, Daniel Martín

### Trama
- Altri interpreti: Asier Etxeandía (Raúl de la Riva), Pep Munné (Don Gerardo).
- Ascolti Spagna: telespettatori 4.054.000 – share 20,60%.
- Ascolti Italia: telespettatori 3.447.000 – share 12,47%.[10]

## La sfilata
- Titolo originale: El gran día
- Diretto da: Carlo Sedes
- Scritto da: Ramón Campos con Teresa Fernández Valdés, Gema R. Neira, Ángela Armero, Jaime Vaca, Daniel Martín

### Trama
La sfilata della collezione de la Riva è ormai alle porte e alla Galleria c'è molto fermento. Quando una delle modelle non si presenta, Clara viene scelta per sostituirla e la ragazza ne approfitta per prendersi una rivincita su Mateo, che l'ha scaricata. Anna scrive ad Alberto una lettera per chiarire i malintesi, mentre Luisa, che sta ancora affrontando il lutto per la morte di suo marito, accetta di incontrare Don Francisco in un albergo.
- Altri interpreti: Asier Etxeandía (Raúl de la Riva), Juan Ribó (Don Francisco), Pep Munné (Don Gerardo).
- Ascolti Spagna: telespettatori 3.704.000 – share 20,00%.
- Ascolti Italia: telespettatori 3.644.000 – share 13,34%.[11]

## La resa dei conti
- Titolo originale: Los restos del naufragio
- Diretto da: David Pinillos
- Scritto da: Ramón Campos con Teresa Fernández Valdés, Gema R. Neira, Maria José Rustarazo

### Trama
Nonostante tutta la Galleria Velvet sia convinta del grande successo della sfilata, il giorno dopo nessuno si presenta a comprare i modelli della nuova collezione. Gerardo, trovato il biglietto di Anna per Alberto, informa quest'ultimo della sua intenzione di annullare le nozze, ma Alberto, per non perdere il finanziamento dell'uomo, gli propone di entrare nel consiglio d'amministrazione. Per far ingelosire Mateo, Clara si fa corteggiare da un produttore che vuole farla sfondare come attrice, mentre Rosa María torna a prendere Manolito per partire per la Germania, gettando Pedro nello sconforto. Don Emilio si sente male.
- Altri interpreti: Asier Etxeandía (Raúl de la Riva), Pep Munné (Don Gerardo), Armando del Río (Sergio Canals).
- Ascolti Spagna: telespettatori 4.081.000 – share 20,80%.
- Ascolti Italia: telespettatori 3.805.000 – share 13,71%.[12]

## La principessa di Monaco
- Titolo originale: La visita
- Diretto da: David Pinillos
- Scritto da: Ramón Campos con Teresa Fernández Valdés, Gema R. Neira, Maria José Rustarazo

### Trama
Per risollevare le sorti della Galleria, Raúl de la Riva decide di provare a contattare Grace Kelly, che aveva conosciuto molti anni prima, affinché venga immortalata dai giornali mentre compra gli abiti della collezione. Il piano dell'uomo ha successo e i clienti iniziano ad arrivare alla Velvet. Intanto, Anna e Alberto ricominciano a parlarsi.
- Altri interpreti: Asier Etxeandía (Raúl de la Riva), Pep Munné (Don Gerardo), Armando del Río (Sergio Canals).
- Ascolti Spagna: telespettatori 4.208.000 – share 21,90%.
- Ascolti Italia: telespettatori 3.848.000 – share 14,49%.[13]

## Blue Velvet
- Titolo originale: Terciopelo azul
- Diretto da: Jorge Sánchez-Cabezudo
- Scritto da: Ramón Campos con Teresa Fernández Valdés, Gema R. Neira, Maria José Rustarazo, Cristóbal Garrido

### Trama
In occasione del matrimonio di Alberto e Cristina, al quale mancano solo due giorni, a Madrid arrivano il fratello di lei, Enrique, con sua moglie Bárbara: Enrique, incaricato da Gerardo di occuparsi della Velvet, spinge affinché Raúl venga licenziato nonostante gli incrementi nelle vendite registrati dopo l'arrivo di Grace Kelly. Alberto, che inizia a sentire come sarà la vita coniugale che lo aspetta, si riavvicina ad Anna. Proprio durante la festa di fidanzamento, Cristina sorprende Anna e Alberto appartati in giardino, dopo essersi scambiati un bacio.
- Altri interpreti: Asier Etxeandía (Raúl de la Riva), Pep Munné (Don Gerardo), Diego Martín (Enrique), Amaia Salamanca (Bárbara).
- Ascolti Spagna: telespettatori 4.062.000 – share 21,00%.
- Ascolti Italia: telespettatori 3.771.000 – share 14,16%.[14]

## Una bugia tira l'altra
- Titolo originale: Mentiras piadosas
- Diretto da: Jorge Sánchez-Cabezudo
- Scritto da: Ramón Campos con Teresa Fernández Valdés, Gema R. Neira, Maria José Rustarazo, Cristóbal Garrido

### Trama
Dopo aver sorpreso Alberto solo con Anna, Cristina crede che il fidanzato la tradisca e vuole annullare le nozze, ma Mateo le fa credere che Anna sia già impegnata con lui. Anna decide di stare al gioco, anche se Mateo non le è mai stato particolarmente simpatico, e la situazione fa innervosire Clara, che voleva accompagnare Mateo al matrimonio di Alberto.
- Altri interpreti: Asier Etxeandía (Raúl de la Riva), Pep Munné (Don Gerardo), Diego Martín (Enrique), Amaia Salamanca (Bárbara).
- Ascolti Spagna: telespettatori 4.199.000 – share 21,20%.
- Ascolti Italia: telespettatori 3.898.000 – share 14,03%.[15]

## La notte più lunga
- Titolo originale: La noche de la reina
- Diretto da: Sílvia Quer
- Scritto da: Ramón Campos con Teresa Fernández Valdés, Gema R. Neira, Maria José Rustarazo, Cristóbal Garrido

### Trama
Con l'aiuto di Raúl e di tutte le altre sarte della galleria, durante la notte viene confezionato un nuovo abito da sposa per Cristina, disegnato appositamente dallo stilista. Prima di tornare a dormire, Rita confessa ad Anna di essere stata lei a far sparire il vestito, spedendolo a un indirizzo a caso, con la speranza che le nozze fossero annullate. Intanto, Alberto festeggia l'addio al celibato con Mateo e altri amici.
- Altri interpreti: Asier Etxeandía (Raúl de la Riva), Pep Munné (Don Gerardo), Diego Martín (Enrique).
- Ascolti Spagna: telespettatori 4.507.000 – share 23,20%.
- Ascolti Italia: telespettatori 3.531.000 – share 13,29%.[16]

## Il matrimonio
- Titolo originale: Cuenta atrás
- Diretto da: Sílvia Quer
- Scritto da: Ramón Campos con Teresa Fernández Valdés, Gema R. Neira, Maria José Rustarazo, Cristóbal Garrido

### Trama
È il giorno del matrimonio di Cristina e Alberto, e Anna, per assistere la sposa, è costretta a rinunciare alla possibilità d'incontrare il proprietario di un'importante galleria di Valencia che sta per aprire una filiale a Madrid ed è interessato ai vestiti confezionati da Anna. Poche ore prima delle nozze, Alberto riceve dall'avvocato una lettera di suo padre, in cui l'uomo dà la benedizione a lui e Anna, ma decide di sposare comunque Cristina. Non potendolo sopportare, Anna lascia la chiesa all'inizio della cerimonia e, tornando alla galleria, incontra Carlos, venuto a restituire il primo abito da sposa di Cristina, che gli era stato recapitato per sbaglio.
- Altri interpreti: Asier Etxeandía (Raúl de la Riva), Pep Munné (Don Gerardo), Diego Martín (Enrique), Peter Vives (Carlos).
- Ascolti Spagna: telespettatori 4.677.000 – share 24,00%.
- Ascolti Italia: telespettatori 4.177.000 – share 15,83%.[17]